# 倒卵果省藤
倒卵果省藤（学名：Calamus obovoideus）为棕榈科省藤属下的一个种，或者只是南巴省藤的同物异名。
2004年的《国际自然保护联盟濒危物种红色名录》将其列为极度濒危，但是2013的《The Plant List》将其列为南巴省藤（Calamus nambariensis）的异名。

## 扩展阅读
- 維基物種上的相關：倒卵果省藤